# Agashashok
La rivière Agashashok est un cours d'eau d'Alaska, aux États-Unis situé dans le borough de Northwest Arctic. C'est un affluent de la rivière Noatak.

## Description
Longue de 42 milles (68 km), elle prend sa source dans les montagnes Baird et coule en direction du sud-ouest vers la rivière Noatak sur le flanc nord des montagnes Igichuk.
Son nom eskimo a été référencé par P.S. Smith en 1913.